# Barbara Marzano
Barbara Marzano (Roma, 2 settembre 1953) è un'attrice italiana.

## Biografia
Figlia di un giornalista e commessa in un negozio d'abbigliamento di via Sistina a Roma, nel 1971 venne notata dal regista Fernando Di Leo che le propose una parte nel film La seduzione, al fianco di Lisa Gastoni e Jenny Tamburi. La pellicola, a causa del contenuto particolarmente scabroso per l'epoca, ebbe notevoli difficoltà ad ottenere il visto della censura, tanto da arrivare nelle sale con due anni di ritardo, nel 1973.
Tuttavia, le doti fisiche mostrate durante le riprese offrirono alla Marzano una certa notorietà nell'ambiente, procurandole numerose scritture nelle produzioni cinematografiche, soprattutto nei generi decamerotico e horror. Abbandona le scene nel 1975.

## Filmografia

Il celebre decolleté dell'attrice mostrato a Maurice Ronet nel film La seduzione (1973)

- Come fu che Masuccio Salernitano, fuggendo con le brache in mano, riuscì a conservarlo sano, regia di Silvio Amadio (1972)
- Finalmente... le mille e una notte, regia di Antonio Margheriti (1972)
- I racconti di Canterbury N. 2, regia di Lucio Dandolo (1972)
- Le mille e una notte... e un'altra ancora!, regia di Enrico Bomba (1972)
- La seduzione, regia di Fernando Di Leo (1973)
- Le favolose notti d'oriente, regia di Mino Guerrini (1973)
- Il prato macchiato di rosso, regia di Riccardo Ghione (1973)
- Le amorose notti di Alì Babà, regia di Luigi Latini De Marchi (1973)
- I corpi presentano tracce di violenza carnale, regia di Sergio Martino (1973)
- I sette magnifici cornuti, regia di Luigi Russo (1974)
- La sanguisuga conduce la danza, regia di Alfredo Rizzo (1975)
- Quant'è bella la Bernarda, tutta nera, tutta calda, regia di Lucio Dandolo (1975)